# Стадион Ред бул арена (Њу Џерзи)
Стадион Ред бул арена (Њу Џерзи) (енгл. Red Bull Arena) је вишенаменски стадион у градуХарисону Њу Џерзи, САД. Стадион је дом њујоршког Ред булса из МЛС и ЊЏ/ЊЈ Готхам ФЦ из Националне женске фудбалске лиге.[8] Са провидним делимичним кровом, налази се на обали у округу Ривербенд у Харисону преко пута реке Пасик код Њуарка и отприлике 12 km (7,5 mi) западно од доњег Менхетна. Са капацитетом од 25.000 седишта, то је трећи највећи фудбалски стадион у Сједињеним Државама и у МЛС.

## Историјат стадиона
Стадион је изграђен на празном месту где су се некада налазила индустријска складишта. Ово је територија јужног краја града Харисона, предграђа Њуарка, на обалама реке Пасик. Стадион се налази у близини ПАТХ станице Харисон, дванаест километара западно од Менхетна.
Пројекат стадиона је много пута одлаган. Првобитно је најављено да ће се Метростарс (раније Ред Булси) преселити са стадиона Џајантс (у власништву америчког фудбалског тима Њујорк џајантси) на нови стадион до почетка сезоне 2006. Преговори између МЛС-а и државне администрације Њу Џерсија су се отегли, а договор је постигнут тек 5. августа 2005. да стадион буде завршен до 2007. године. Касније су проблеми са еколошким чишћењем одабране парцеле од индустријског отпада довели до новог одлагања.. Поред тога, пројекат је одложен због куповине тима од стране Ред Була, који је извршио измене у договореном пројекту. Након тога, рокови су померени на 2009, а затим на 2010. годину из различитих разлога, укључујући проблеме у изградњи и изузетно хладну зиму..
Стадион прима 25.000 гледалаца, а први редови су удаљени шест метара (21 стопу) од терена за игру. Алуминијумска надстрешница са прозирним поликарбонатним премазом штити све просторе за седење од временских прилика, остављајући само игралиште отвореним. Стадион има 30 скибоксова са дванаест седишта. Сто медијских места налази се иза клупе за играче. Преко три стотине монитора са равним екраном постављено је на територији ради погодности навијача. Два велика видео екрана налазе се на сваком крају терена. Периметар другог нивоа стадиона је окружен електронским семафором..
По изгледу и дизајну, Ред Бул Арена личи на Хипо Арену у Клагенфурту, Аустрија.

## Конкакафов златни куп
Овај стадион је више пута биран за стадион домаћина на турниру за Златни куп, фудбалском турниру репрезентација Конкакафа. Током Златног купа 2011, 2013. и 2019., овај стадион је био један од стадиона на којима су се играле фудбалске утакмице. Такође у 2017. овај стадион је коришћен за 2 утакмице у групној фази.
| 1 | 13. јун 2011. | Гватемала – Гренада          | 4 : 0 | Групна фаза | 25.000 |  |  |
| 2 | 13. јун 2011. | Хондурас – Јамајка           | 0 : 1 | Групна фаза | 25.000 |  |  |
|   |               |                              |       |             |        |  |  |
| 3 | 8. јул 2013.  | Салвадор – Тринидад и Тобаго | 2 : 2 | Групна фаза | 20.000 |  |  |
| 4 | 8. јул 2013.  | Хаити – Хондурас             | 0 : 2 | Групна фаза | 20.000 |  |  |
|   |               |                              |       |             |        |  |  |
| 5 | 7. јул 2017.  | Француска Гвајана – Канада   | 2 : 4 | Групна фаза | 25.817 |  |  |
| 6 | 7. јул 2017.  | Хондурас – Костарика         | 0 : 1 | Групна фаза | 25.817 |  |  |
|   |               |                              |       |             |        |  |  |
| 7 | 24. јун 2019. | Бермуди – Никарагва          | 2 : 0 | Групна фаза | 20.044 |  |  |
| 8 | 24. јун 2019. | Хаити – Костарика            | 2 : 1 | Групна фаза | 20.044 |  |  |